# Perché hanno sempre quella faccia
Perché hanno sempre quella faccia è il sesto album del gruppo pisano Gatti Mézzi, pubblicato l'8 aprile 2016 sotto l'etichetta discografica indipendente Picicca Dischi.

## Tracce
1. Ci voleva un divano – 3:49
2. Il mare è una scusa – 4:32
3. I miei amici non si sposano – 2:52
4. Con gli occhi contro i panni – 3:24
5. L'estate sbagliata – 4:02
6. Sassini – 2:46
7. Io, te, il bar – 4:21
8. Non cambieremo mai – 2:56
9. Nora – 2:31
10. Mario, fino a qui tutto bene – 4:06
11. L'uomo del momento – 3:20

Durata totale: 38:39